# نقص رايبوز-5-فوسفات ايزوميرايز
نقص ريبوز- 5 - فوسفات ايزوميرايز هو اضطراب بشري ناجم عن طفرات في مسار فوسفات البنتوز، انزيم رايبوز-5-فوسفات ايزوميرايز. مع وجود ثلاثة مرضى فقط تم تشخيصهم على مدى فترة 27 عامًا، يعد نقص RPI حاليًا واحدًا من أندر الأمراض في العالم.

## الآلية
في البحث عن تفسير لهذه الندرة، وجد أن المريض يعاني من مزيج أليلي نادر، أليل واحد هو أليل فارغ غير وظيفي، في حين أن الآخر يرمز لإنزيم نشط جزئياً علاوة على ذلك، يحتوي الأليل الوظيفي جزئيًا على عيوب تعبير تعتمد على نوع الخلية التي يتم التعبير عنها. لذلك، فإن بعض خلايا المريض لديها قدر كبير من نشاط Rpi ، في حين أن البعض الآخر لا يفعل ذلك.

## المسبب
السبب الجزيئي للأمراض ليس مفهوم تماما. إحدى الفرضيات هي أن الريبوز - 5 - فوسفات قد ينقصه تخليق الحمض النووي الريبي ؛ الاحتمال الآخر هو أن تراكم D-ribitol و D-arabitol قد يكون سامًا.

## الأعراض
تشمل الأعراض ضمور العصب البصري، ورأرأة، ورنح مخيخي، ونوبات تشنج، وتخلف نفسي حركي، واعتلال بيضاء الدماغ، وتأخر النمو.

## العلاج
لا يوجد علاج حالي لمرض نقص رايبوز-5-فوسفات ايزوميرايز.